# Villem Reimann
Villem Reimann (* 6. Märzjul. / 19. März 1906greg. in Pärnu; † 8. Juni 1992 in Tallinn) war ein estnischer Komponist. Er ist der Vater des estnischen Pianisten, Komponisten und Musikprofessors Matti Reimann.

## Leben
Villem Reimann schloss 1933 sein Studium im Fach Komposition bei Artur Kapp und 1936 im Fach Klavier bei Artur Lemba am Tallinner Konservatorium ab. 1937/38 bildete er sich an der Franz-Liszt-Musikakademie in Budapest fort. Seine Lehrer waren dort unter anderem Zoltán Kodály und Leó Weiner. 1940/41 war Reimann in Tallinn als Musikredakteur bei der estnischen Wochenschau Kinokroonika Eesti Stuudio angestellt.
Ab 1942 unterrichtete Reimann als Dozent am Staatlichen Tallinner Konservatorium, vor allem musiktheoretische Fächer und Kammermusik. Ab 1965 war er dort Professor.
Als Komponist schuf Villem Reimann zahlreiche Stücke für Kammerorchester und Chorwerke. Bekannt sind auch die Filmmusiken, unter anderem die Begleitung zu dem frühen estnischen Dokumentarfilm Vilsandi linnuriik („Das Vogelreich von Vilsandi“) 1937.
1949 erhielt Reimann Staatspreis der Estnischen SSR, 1951 den Staatspreis der UdSSR und 1955 den Titel eines „Verdienten Kunstschaffenden der Estnischen SSR“.

## Kompositorisches Werk (Auswahl)
- Vilsandi (sinfonische Suite, 1937, 1946²)
- Rahulaulud (Liederzyklus für Mezzosopran und Sinfonieorchester, 1951)
- Kauged rannad (Oper, 1959)
- Sinfonie Nr. 1 in a-moll (1966)
- Konzert für Violine und Kammerorchester (1969)
- Tehumardi (sinfonisches Gedicht, 1975)